# Derren Nesbitt
Pour les articles homonymes, voir Nesbitt.
Derren Michael Horwitz, né le 19 juin 1935 à Londres, est un acteur anglais, connu sous le nom de scène de Derren Nesbitt.

## Biographie
Au théâtre, Derren Nesbitt (diplômé en 1954 de la Royal Academy of Dramatic Art) apparaît en 1955 dans Jules César de William Shakespeare, à Londres, où il interprète d'autres pièces ultérieurement.
Au cinéma, il contribue à une quarantaine de films britanniques ou en coproduction, les deux premiers (dans des petits rôles non crédités) sortis en 1958. Son troisième film est Les Chemins de la haute ville de Jack Clayton (1959, avec Simone Signoret et Laurence Harvey). Parmi ses films suivants, mentionnons Quand les aigles attaquent de Brian G. Hutton (coproduction américano-britannique, 1968, avec Richard Burton et Clint Eastwood), Double Arnaque de Michael Winner (coproduction américano-britannique, 1990, avec Michael Caine et Roger Moore) et Le Casse du siècle de Michael Radford (coproduction britanno-luxembourgeoise, 2007, avec Demi Moore et Michael Caine).
À noter une expérience unique comme réalisateur, producteur et scénariste de The Amorous Milkman (en) (1975, avec Julie Ege et Diana Dors).
À la télévision britannique, outre deux téléfilms (1970-1979), Derren Nesbitt joue dans quarante-six séries entre 1956 et 2004, dont Le Chevalier Lancelot (sa première série, quatorze épisodes, 1956-1957), Doctor Who (épisode Marco Polo, 1964), Amicalement vôtre (un épisode, 1971) et Bergerac (un épisode, 1990).

## Théâtre (sélection)
(pièces jouées à Londres)
- 1955 : Jules César (Julius Caesar) de William Shakespeare
- 1961 : A Whistle in the Dark de Thomas Murphy
- 1980 : Dirty Linen et New-Found-Land de Tom Stoppard
- 1981 : The Business of Murder de Richard Harris
- 2005 : Wait Until Dark de Frederick Knott[1]

## Filmographie partielle

### Cinéma
- 1958 : L'Ennemi silencieux (The Silent Enemy) de William Fairchild : le pilote de la vedette
- 1958 : Atlantique, latitude 41° (A Night to Remember) de Roy Ward Baker : le chef de rame du canot de sauvetage retourné
- 1959 : Les Chemins de la haute ville (Room at the Top) de Jack Clayton : le jeune voyou
- 1959 : Behemoth the Sea Monster d'Eugène Lourié : l'officier-radio
- 1960 : Le Serment de Robin des Bois (Sword of Sherwood Forest) de Terence Fisher : Martin d'Eastwood
- 1961 : La Victime (Victim) de Basil Dearden : Sandy Youth
- 1962 : La Polka des poisons (Kill or Cure) de George Pollock : Roger Forrester
- 1962 : Le Verdict (Term of Trial) de Peter Glenville : le locataire
- 1963 : L'Indic (The Informers) de Ken Annakin : Bertie Hoyle
- 1965 : Les Aventures amoureuses de Moll Flanders (The Amorous Adventures of Moll Fnalders) de Terence Young : le jeune frère
- 1966 : Le Crépuscule des aigles (The Blue Max) de John Guillermin : Fabian
- 1967 : Chantage au meurtre (The Naked Runner) de Sidney J. Furie : Colonel Hartmann
- 1968 : Mandat d'arrêt (Nobody Runs Forever) de Ralph Thomas : Pallain
- 1968 : Quand les aigles attaquent (Where Eagles Dare) de Brian G. Hutton : Von Hapen
- 1969 : Gonflés à bloc (Monte Carlo or Bust!) de Ken Annakin : Waleska

```
1972
 : 
Nid d'espions à Istambul
 (
Innocnet Bystanders
) de 
Peter Collinson
```

- 1990 : Double Arnaque (Bullseye!) de Michael Winner : Inspecteur Grosse
- 2006 : Pu-239 de Scott Z. Burns : Pepsi
- 2007 : Le Casse du siècle (Flawless) de Michael Radford : Sinclair
- 2011 : The Hot Potato de Tim Lewinston : Fritz Meyer

### Télévision

#### Séries
- 1956-1957 : Le Chevalier Lancelot (The Adventures of Sir Lancelot), saison unique, 14 épisodes : rôles divers
- 1958-1959 : Guillaume Tell (William Tell), saison unique, 8 épisodes : rôles divers
- 1959 : L'Homme invisible (The Invisible Man)
  - Saison 1, épisode 2 Crise dans le désert (Crisis in the Desert) de C.M. Pennington-Richards : le caporal
  - Saison 2, épisode 1 Sabotage (Point of Destruction) : Stephan
- 1960-1965 : Destination Danger (Danger Man)
  - Saison 1, épisode 2 La Chasse au meurtrier (Time to Kill, 1960 : Hans Vogeler) de Ralph Smart et épisode 26 Deux frères (The Brothers, 1961 : Hugo Morelli) de Charles Frend
  - Saison 3, épisode 4 Le Fétiche (Sting in the Tail) de Peter Yates : Rachid Noureddine
- 1963 : Dixon of Dock Green, saison 9, épisode 26 A Woman Named Julie : Brian Thomas
- 1963 : Ce sentimental M. Varela (The Sentimental Agent), saison unique, épisode 6 Meet My Son, Henry de John Paddy Carstairs : Lewis
- 1963 : Le Saint (The Saint), saison 2 épisode 13, Une paisible distraction (The Sporting Chance) : Netchideff
- 1964 : Doctor Who, saison 1, épisode 4 Marco Polo (sept parties) : Tegana
- 1967 : L'Homme à la valise (Man in a Suitcase), saison unique, épisode 18 Les Souliers du mort (Dead Man's Shoes) : Lucas Guardino
- 1967 : Le Prisonnier (The Prisoner), saison unique, épisode 11 L'Enterrement (It's Your Funeral) de Robert Asher : Le nouveau Numéro deux
- 1970 : Strange Report, saison unique, épisode 16 Report 4977: Swindle – Square Root of Evil : Nils Paavo
- 1971 : UFO, alerte dans l'espace (UFO), saison unique, épisode 16 L'Homme qui était revenu (The Man Who Came Back) : Colonel Craig Collins
- 1971 : Amicalement vôtre (The Persuaders!), saison unique, épisode 9 Un drôle d'oiseau (The Old, the New and the Deadly) de Leslie Norman : Groski
- 1972-1973 : Poigne de fer et séduction (The Protectors), saison 1, épisode 3 Disparition (Disappearing Trick, 1972 : Brad Huron) et épisode 20 Une vieille histoire (Talkdown, 1973 : Colin Foster)
- 1979 : Le Retour du Saint (Return of the Saint), saison unique, épisodes 16 et 17 L'Accident (Collision Course) de Cyril Frankel, 1re partie The Brave Goose et 2e partie The Sixth Man : Inspecteur Lebec
- 1990 : Bergerac, saison 8, épisode 2 My Name's Sergeant Bergerac : Dennis Swain

#### Téléfilms
- 1970 : Berlin Affair de David Lowell Rich : Galt
- 1979 : Mission David (en) (The House on Garibaldi Street) de Peter Collinson : Arthur Lubinsky

## Note et référence
1. ↑  Pièce adaptée au cinéma en 1967 sous le même titre original (titre français : Seule dans la nuit).